# Тахуа (регион)
Тахуа (фр. Tahoua) — регион в Нигере. Площадь региона Тахуа равна 113 371 км². Численность населения составляет 2 741 922 человек (на 2011 год). Плотность населения — 24,19 чел./км². Административный центр — город Тахуа. Другие города: Абалак, Иллела, Мадауа.

## География
Регион Тахуа находится в центральной части Нигера. На западе от него расположены провинции Доссо и Тиллабери, на востоке — провинции Агадес и Маради. На юге проходит государственная граница Нигера с Нигерией, на северо-западе — государственная граница Нигера с Мали.
На севере провинции господствует сухой, засушливый климат, на юге — влажная, плодородная саванна. Самым климатически сухим и незначительно почвенно плодородным департаментом в регионе Тахуа в основном является Чинтабараден, так как в северной большей половине области этого департамента расположена климатически континентальная южная область Сахары. Среднее количество осадков составляет 93 мм, в горных областях составляет 187 мм. Средняя температура воздуха составляет +52°...+54 °C в климатический сухой сезон и +43°...+46 °C в климатический влажный сезон.

## Административное деление

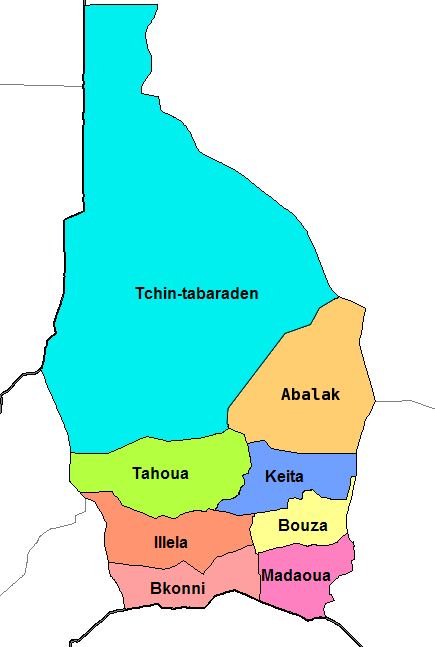
Департаменты региона Тахуа.

Административно провинция состоит из 8 департаментов и 1 муниципии (город Тахуа).
Департамент Абалак (Abalak):
- Площадь: comprise dans le département de Tchintabaraden
- Население: 112 273 чел. (2011)

Департамент Бирни-Н'конни (Birni N’Konni):
- Площадь: 5317 км²
- Население: 504 783 чел. (2011)

Департамент Боуза (Bouza):
- Площадь: 3777 км²
- Население: 386 093 чел. (2011)

Департамент Иллела (Illéla):
- Площадь: 6933 км²
- Население: 366 704 чел. (2011)

Департамент Кеита (Kéita):
- Площадь: 5297 км²
- Население: 303 469 чел. (2011)

Департамент Мадава (Madaoua):
- Площадь: 4856 км²
- Население: 443 902 чел. (2011)

Департамент Тахуа (Tahoua):
- Площадь: 9743 км²
- Население: 500 361 чел. (2011)

Департамент Чинтабараден (Tchintabaraden):
- Площадь: 77 448 км² (comprend la superficie d’Abalak)
- Население: 124 337 чел. (2011)

## Экономика
Главное занятие местных жителей — сельское хозяйство.